# Ramon Abatti
Ramon Abatti Abel (* 18. September 1989 in Araranguá) ist ein brasilianischer Fußballschiedsrichter. Seit 2023 ist er FIFA-Schiedsrichter.

## Werdegang
Nach nur einer Saison in der zweiten brasilianischen Liga stieg Abatti zur Spielzeit 2020 in die Série A – die höchste brasilianische Spielklasse – auf. Höhepunkte seiner nationalen Laufbahn sind Spielleitungen in Endspielen verschiedener Staatsmeisterschaften, darunter denen von Ceará, Goiás sowie von 2021 bis 2023 dreimal in Folge in seinem Heimatstaat Santa Catarina.
Zum Jahresbeginn 2023 wurde er durch den Brasilianischen Fußballverband für die FIFA-Liste gemeldet, was ihn zur Leitung internationaler Partien berechtigt. Sein Debüt auf diesem Parkett feierte er bei einem Spiel der Gruppenphase der Copa Libertadores im Mai 2023 zwischen Deportivo Pereira und Monagas SC. Kurz darauf amtierte er bei der U-20-Fußball-Weltmeisterschaft 2023 in Argentinien und wurde dort mit vier Spielleitungen, darunter das Spiel um Platz drei, betraut.
Für das olympische Fußballturnier 2024 in Paris berief ihn die FIFA ebenfalls ins Aufgebot der Unparteiischen. Seinen ersten Einsatz verzeichnete er im Frauenwettbewerb und wurde damit zum ersten männlichen Schiedsrichter seit 28 Jahren, der ein Frauenspiel auf FIFA-Ebene leitete – zuletzt war dies bei den Olympischen Spielen 1996 der Fall gewesen. Nach einem weiteren Einsatz in der Gruppenphase, diesmal bei den Herren, wurde Abatti schließlich mit seinen Assistenten Rafael Alves und Guilherme Camilo mit der Leitung des Endspiels im Männerturnier betraut.

## Einsätze beim olympischen Fußballturnier 2024
| Phase        |  | Datum         | Spielort | Heimmannschaft | Gastmannschaft | Ergebnis             |
| ------------ |  | ------------- | -------- | -------------- | -------------- | -------------------- |
| Gruppenphase |  | 25. Juli 2024 | Nizza    | USA            | Sambia         | 3:0 (3:0)            |
| Gruppenphase |  | 30. Juli 2024 | Nizza    | Marokko        | Irak           | 3:0 (3:0)            |
| Finale       |  | 9. Aug. 2024  | Paris    | Frankreich     | Spanien        | 3:5 n. V. (3:3, 1:3) |